# Herk-de-Stad
Herk-de-Stad (in francese Herck-la-Ville) è un comune belga di 11 874 abitanti, situato nella provincia fiamminga del Limburgo belga, al confine col Brabante Fiammingo.

## Luoghi d'interesse
Nel villaggio di Schakkebroek la casa natale di Santa Maria Amandina è stata costituita in museo Sant'Amandina. Fattoria originale "splendidamente conservata", è un monumento protetto. 
All'interno, il fienile è stato trasformato nella cappella cinese in ricordo della missione in cui la santa operò e dove fu martirizzata.

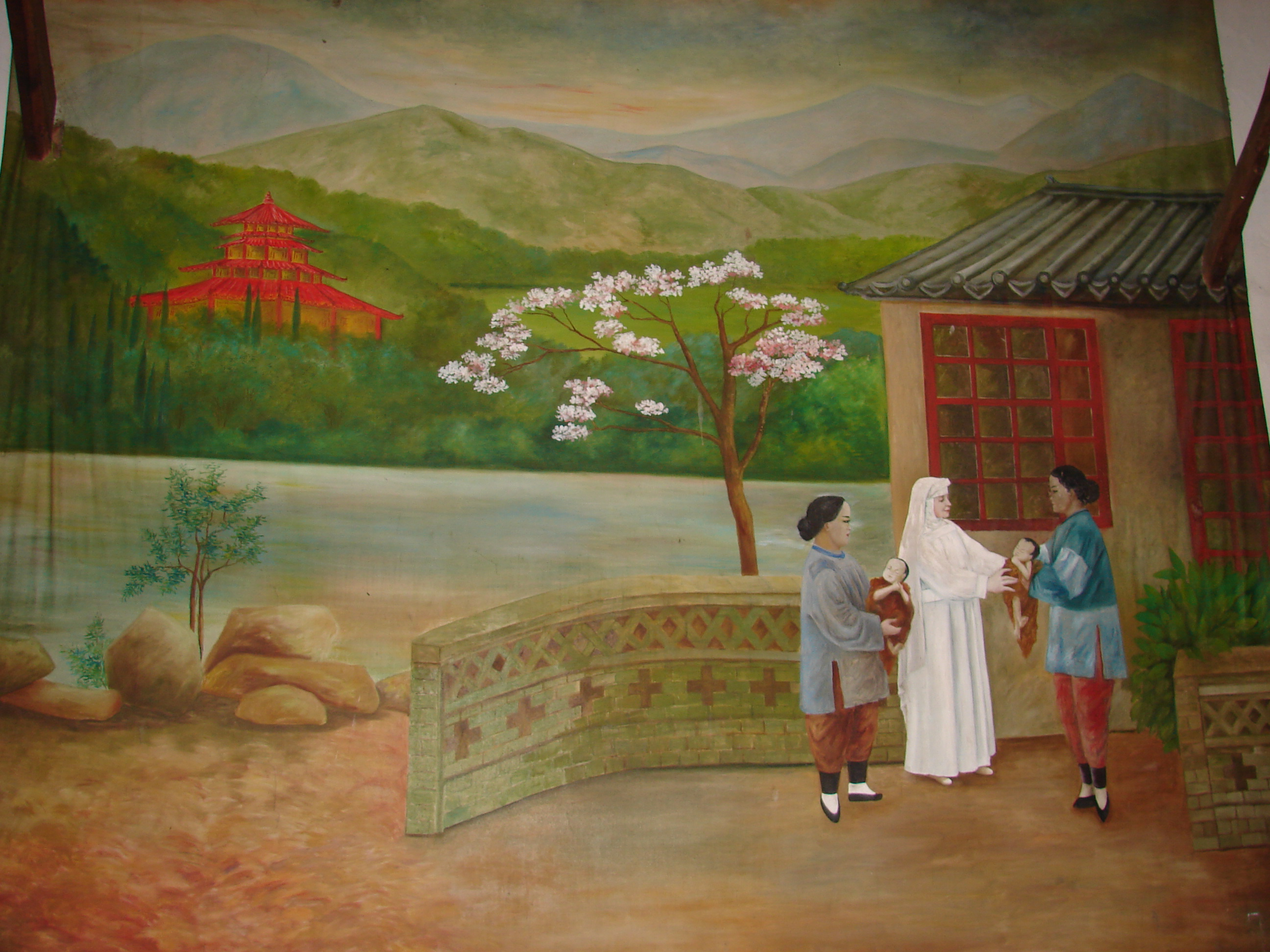
Sant'Amandina nella sua missione di Taiyuan, in Cina. Dipinto nel coro della cappella cinese.